# Белинский, Франтишек (писарь)
Франтишек Белинский (21 ноября 1742 — 24 октября 1809, Варшава) — государственный деятель Речи Посполитой, подкоморий королевский (1761), писарь великий коронный (1784—1793), член Постоянного совета (1780—1784), генерал-майор коронных войск (1794), староста осецкий и гарволинский (1757), черский (1760) и штумский (1765). Сторонник просвещения и педагог.

## Биография
Представитель польского дворянского рода Белинских герба «Юноша». Старший сын воеводы хелминского Михаила Виктора Белинского (ум. 1746) и Теклы Репловской (ум. 1774). Младший брат — последний маршалок надворный коронный Станислав Костка Белинский (ум. 1812). Племянник маршалка великого коронного Франтишека Белинского (1683—1766).
Получил хорошее домашнее образование. В 1757 году Франтишек Белинский был назначен старостой гарволинским и осецким, в 1762 году получил во владение староство черское. В 1765 году Франтишек Белинский стал старостой штумским. В 1761 году — подкоморий надворный польского короля Августа ІІІ Веттина. В 1763 году входил в состав польского посольства во Франции. После возвращения на родину женился на княжне Криштине Сангушко и стал пытаться приумножить своё состояние. В 1764 году поддержал избрание Станислава Августа Понятовского на польский королевский престол.
В 1766 году Франтишек Белинский был избран от Черской земли послом (депутатом) на сейм Чаплица. В 1778 году член конфедерации под руководством сеймового маршалка Анджея Мокроновского.
С 1776 года — член Образовательной комиссии. Сторонник просвещения для всех сословий и также для женщин. Способствовал введению новых программ образования на польском языке. Первым в Речи Посполитой предложил создание образовательных учреждений для каждого из сословий (приходские школы — для крестьян и мещан, воеводские — для знати, семинарии — для священников).
В 1780-1784 годах — член Постоянного Совета (в 1782-1784 годах — консуляром), в 1784 году был назначен писарем великим коронным. Четыре года находился в Италии (1787—1790). В 1780 году претендовал на должность воеводы мазовецкого.
Кавалер Орденов Святого Станислава (1760[уточнить]) и Белого орла (1785).
В 1794 году Франтишек Белинский принял участие в польском восстании под предводительством Тадеуша Костюшко. Был назначен генеральным комиссаром по провианту и фуражу с чином генерал-майора (22 августа 1794). Организовывал обеспечение и вооружение повстанческой армии, фактически являлся главным квартирмейстером армии. Позднее возглавлял генеральный комиссариат, созданный 6 сентября 1794 года Тадеушем Костюшко для контроля за обеспечением всех дивизий, расквартированных под Варшавой.

## Семья
В 1763/1764 году женился на княжне Кристине Юстине Сангушко (1741—1778), дочери маршалка великого литовского, князя Павла Кароля Сангушко (1682—1750), и Барбары Урсулы Дунин (1718—1791). Дети:
- Текла Белинская, жена министра юстиции Варшавского герцогства Феликса Лубенского
- Иоанна Франциска Белинская, жена с 1794 года графа Юзефа Яна Непомуцена Велёпольского (ум. ок. 1839)
- Барбара Белинская, жена подскарбия великого коронного Роха Коссовского (1737—1813)
- Павел Белинский (ум. после 1804)
- Юзеф Белинский